# Emilio Colombo
Emilio Colombo (11. dubna 1920 – 24. června 2013) byl italský křesťanskodemokratický politik. V letech 1970-1972 byl premiérem Itálie. V letech 1955–1958 ministrem zemědělství, v letech 1958–1959 ministrem zahraničního obchodu, v letech 1959–1963 ministrem průmyslu, v letech 1963–1970, 1972 a 1974–1976 ministrem národního pokladu, 1968 a 1987–1988 ministrem rozpočtu,1971–1972 ministrem spravedlnosti, 1972–1973 ministrem bez portfeje, 1973–1974 a 1988–1989 ministrem financí, 1980–1983 a 1992–1993 ministrem zahraničí. Od roku 1977-1979 byl předsedou Evropského parlamentu. Byl představitelem Křesťanskodemokratické strany (Democrazia Cristiana). Byl jmenován doživotním senátorem. Roku 2003 zveřejnil informaci, že je gay.